# Wargentin (cràter)
Wargentin és un inusual cràter d'impacte situat en l'extrem sud-oest de la cara visible de la Lluna, farcit de lava a un nivell superior al de la planícia circumdant. Té gairebé 85 km de diàmetre i és pràcticament circular, però per efecte de la perspectiva ofereix un aspecte ovalat vist des de la Terra. Està en contacte al sud-est amb un cràter més petit, Nasmyth i superposat a ell, el cràter Phocylides. Cap al nord es troba un dels majors cràters lunars, Schickard, amb 230 km de diàmetre.

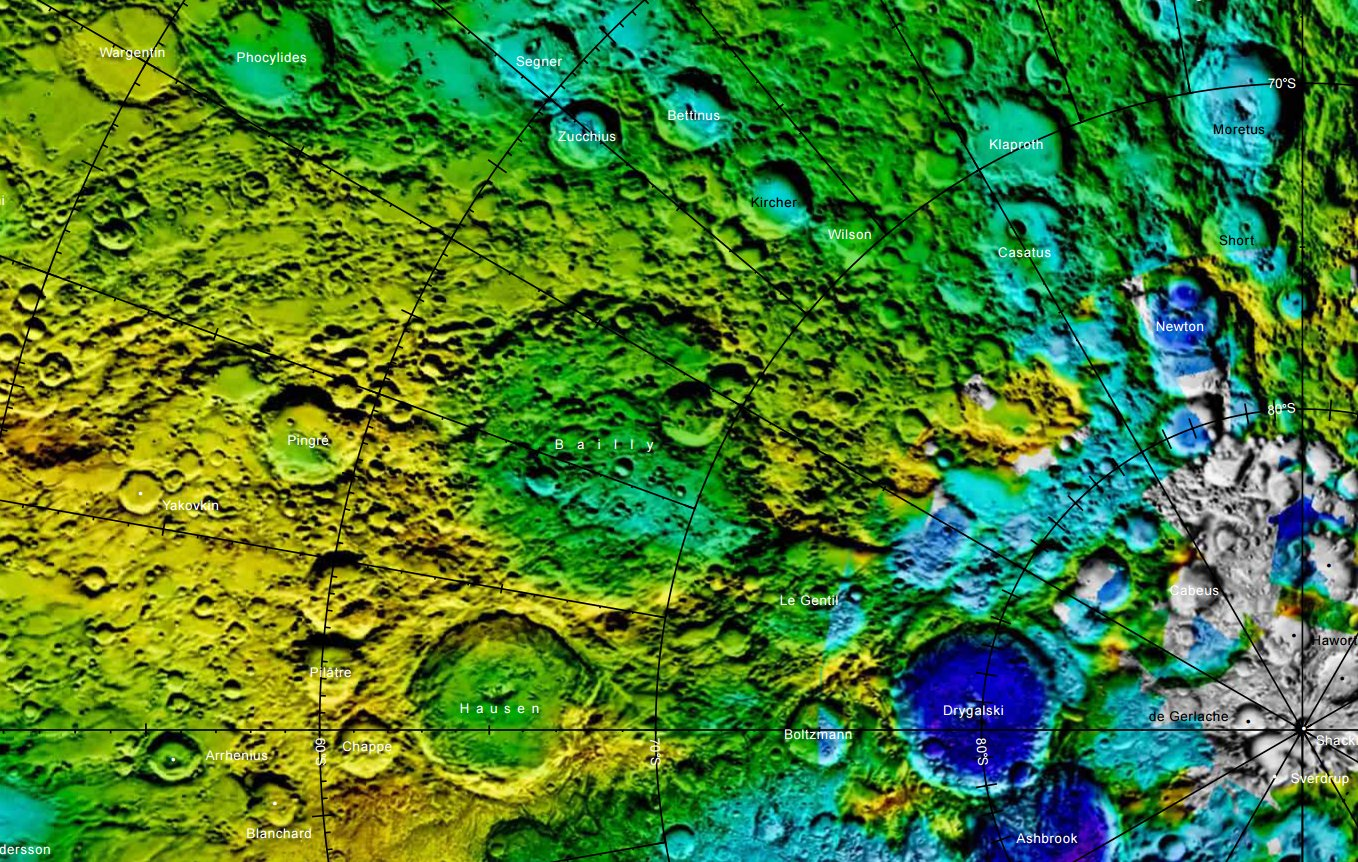
Localització de Wargentin (cantó superior esquerre de la imatge)

El cràter es troba farcit de lava fosca fins a dalt, formant-se així un altiplà circular de 300 m d'altitud, sent un dels pocs cràters de la Lluna el sòl de la qual s'ha inundat per sobre de la planícia circumdant. En el nord-oest del cràter, en la seva vora més baixa, la lava s'ha abocada fins a l'exterior. En el sòl es troben una sèrie de crestes arrugades, probablement degudes a la compressió de la lava durant els últims estadis de refredament.
El seu nom procedeix de l'astrònom suec Pehr Wilhelm Wargentin (1717-1783).

## Cràters satèl·lit
Per convenció aquests elements són identificats en els mapes lunars posant la lletra en el costat del punt central del cràter que està més proper a Wargentin.
|           | \| Wargentin \| Coordenades \| Diàmetre \| \| --------- \| ------------------------------------ \| -------- \| \| A \| 47° 06′ S, 59° 06′ O / 47.1°S,59.1°O \| 21 km \| \| B \| 51° 24′ S, 67° 36′ O / 51.4°S,67.6°O \| 18 km \| \| C \| 47° 24′ S, 61° 12′ O / 47.4°S,61.2°O \| 12 km \| \| D \| 51° 00′ S, 65° 06′ O / 51.0°S,65.1°O \| 16 km \| \| E \| 50° 54′ S, 66° 54′ O / 50.9°S,66.9°O \| 16 km \| \| F \| 51° 30′ S, 66° 06′ O / 51.5°S,66.1°O \| 20 km \| \| H \| 47° 24′ S, 60° 06′ O / 47.4°S,60.1°O \| 9 km \| \| K \| 48° 18′ S, 57° 48′ O / 48.3°S,57.8°O \| 7 km \| \| L \| 48° 06′ S, 58° 12′ O / 48.1°S,58.2°O \| 11 km \| \| M \| 48° 06′ S, 58° 54′ O / 48.1°S,58.9°O \| 7 km \| \| P \| 48° 42′ S, 56° 36′ O / 48.7°S,56.6°O \| 9 km \| |          |
| Wargentin | Coordenades | Diàmetre |
| A         | 47° 06′ S, 59° 06′ O / 47.1°S,59.1°O | 21 km    |
| B         | 51° 24′ S, 67° 36′ O / 51.4°S,67.6°O | 18 km    |
| C         | 47° 24′ S, 61° 12′ O / 47.4°S,61.2°O | 12 km    |
| D         | 51° 00′ S, 65° 06′ O / 51.0°S,65.1°O | 16 km    |
| E         | 50° 54′ S, 66° 54′ O / 50.9°S,66.9°O | 16 km    |
| F         | 51° 30′ S, 66° 06′ O / 51.5°S,66.1°O | 20 km    |
| H         | 47° 24′ S, 60° 06′ O / 47.4°S,60.1°O | 9 km     |
| K         | 48° 18′ S, 57° 48′ O / 48.3°S,57.8°O | 7 km     |
| L         | 48° 06′ S, 58° 12′ O / 48.1°S,58.2°O | 11 km    |
| M         | 48° 06′ S, 58° 54′ O / 48.1°S,58.9°O | 7 km     |
| P         | 48° 42′ S, 56° 36′ O / 48.7°S,56.6°O | 9 km     |